# 神奈川県の公園一覧
神奈川県の公園一覧は神奈川県内にある緑地、公園の一部を国立公園、国定公園、自然公園、運動公園、森林公園、緑地、その他の公園と分類してまとめたものである。この中には「かながわの公園50選」に選ばれたものも含まれている。

## 国立公園
- 富士箱根伊豆国立公園

## 国定公園
- 丹沢大山国定公園

## 県立自然公園
- 神奈川県立丹沢大山自然公園
- 神奈川県立真鶴半島自然公園
- 神奈川県立奥湯河原自然公園
- 神奈川県立陣馬相模湖自然公園

## 森林公園
- 神奈川県立東高根森林公園（川崎市）
- 散在ガ池森林公園（鎌倉市）
- 六国見山森林公園（鎌倉市）
- 神奈川県立七沢森林公園（厚木市）
- 飯山白山森林公園（厚木市）
- 足柄森林公園丸太の森（南足柄市）

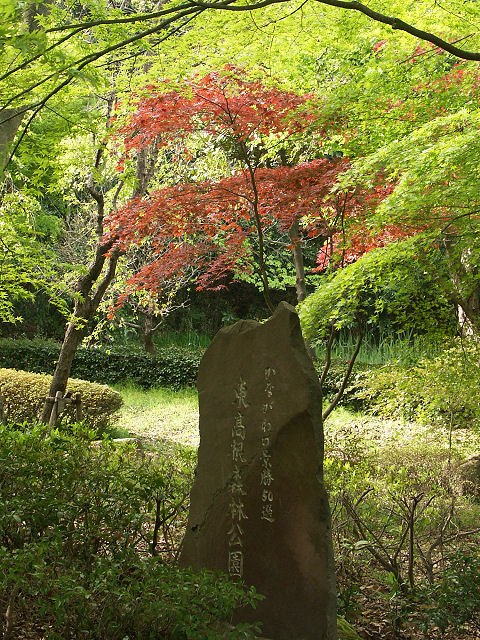
東高根森林公園
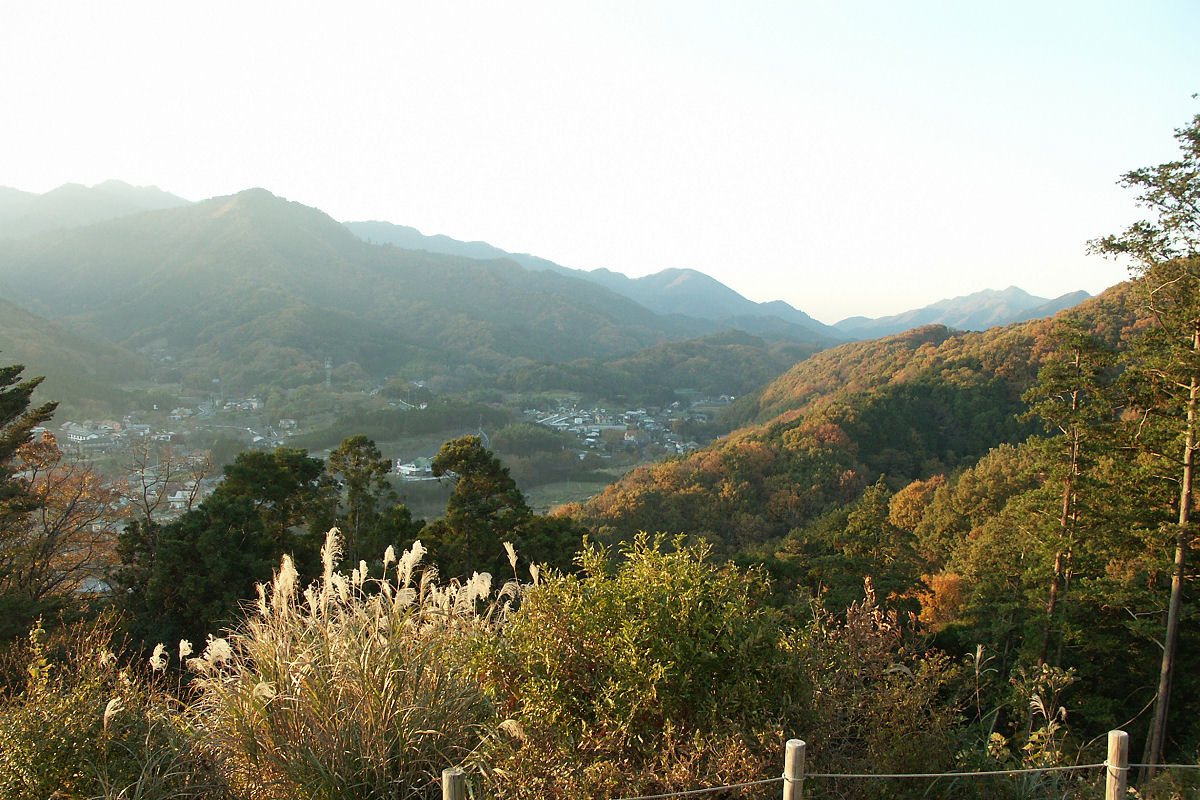
神奈川県立七沢森林公園
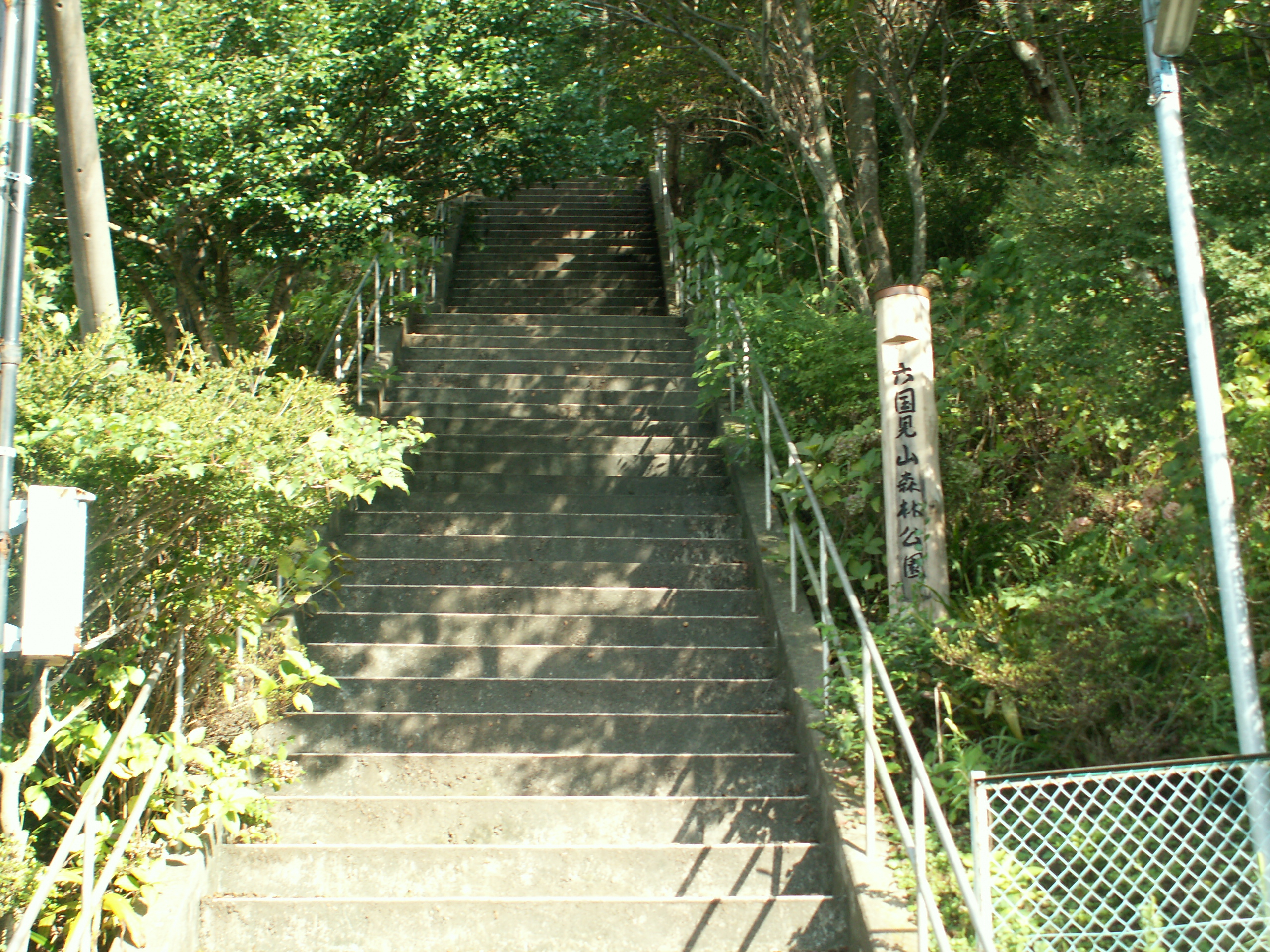
六国見山森林公園

## 県民の森
- 表丹沢県民の森
- 西丹沢県民の森
- 東丹沢県民の森
- 高麗山県民の森

## 県立園地
- 篠原園地

## 市民の森
- 市民の森#神奈川県
- 横浜市の市民の森

## 総合公園（都市基幹公園）
- 神奈川県立三ツ池公園（横浜市）
- 神奈川県立境川遊水地公園（横浜市、藤沢市）
- 神奈川県立相模原公園（相模原市）
- 神奈川県立辻堂海浜公園（藤沢市）
- 神奈川県立秦野戸川公園（秦野市）
- 海の公園 - 久良岐公園 - 本牧山頂公園 - 富岡総合公園 - 都筑中央公園 - 根岸森林公園 - 野島公園 - 俣野公園 - 玄海田公園 - 本牧市民公園 - 野毛山公園 - 小雀公園 - 横浜公園 - 新治里山公園（横浜市立）
- 生田緑地 - 等々力緑地 - 富士見公園 - 王禅寺ふるさと公園（川崎市立）
- 長井海の手公園（横須賀市立）
- 平塚市総合公園（平塚市）
- 芹沢公園（座間市）
- 大和ゆとりの森（大和市）

## 運動公園（都市基幹公園）
- 多摩川緑地（国土交通省管理）（川崎市）
- 神奈川県立保土ヶ谷公園（横浜市）
- 三ツ沢公園 - 長浜公園 - 新横浜公園 - 清水ケ丘公園 - 岸根公園 - 長坂谷公園（横浜市立）
- 追浜公園 - 不入斗公園 - 大津公園(横須賀市立)
- 田代運動公園(愛川町)
- 海老名運動公園
- 海老名市北部公園
- 伊勢原市総合運動公園
- 津久井運動公園（相模原市緑区）
- 秦野市運動公園（秦野市）
- 鵠沼運動公園（藤沢市）
- 藤沢八部運動公園（藤沢市）
- 鵠沼海浜公園（藤沢市）
- 大磯運動公園
- 相模原市横山公園
- 相模原麻溝公園
- さむかわ中央公園
- 茅ヶ崎公園
- 荻野運動公園（厚木市）
- 中井町中央公園
- 南足柄市運動公園
- 相模原麻溝公園競技場
- 第一運動公園 (逗子市)
- 綾瀬スポーツ公園(綾瀬市)
- 馬入ふれあい公園(平塚市)
- 平塚市総合公園
- 上府中公園小田原球場
- 潮風スポーツ公園多目的グラウンド（三浦市）
- 開成水辺スポーツ公園（足柄上郡山北町）
- ゆめ公園・湯河原総合運動公園（足柄下郡湯河原町）

## 広域公園
- 神奈川県立津久井湖城山公園（相模原市）
- 神奈川県立観音崎公園（横須賀市）
- 神奈川県立湘南海岸公園（藤沢市）
- 神奈川県立茅ケ崎里山公園（茅ヶ崎市）
- 神奈川県立秦野戸川公園（秦野市）
- 神奈川県立おだわら諏訪の原公園（小田原市）
- 神奈川県立七沢森林公園（厚木市）
- 神奈川県立あいかわ公園（愛川町）
- こども自然公園 - 横浜動物の森公園 - 舞岡公園 - 金沢自然公園（横浜市立）

## 風致公園（特殊公園）
- 神奈川県立四季の森公園（横浜市）
- 神奈川県立東高根森林公園（川崎市）
- 神奈川県立座間谷戸山公園（座間市）
- 神奈川県立城ケ島公園（三浦市）
- 神奈川県立大磯城山公園（大磯町）
- 神奈川県立恩賜箱根公園（箱根町）
- 横浜市児童遊園地 - 山下公園 - 北八朔公園 - 港の見える丘公園 - 本牧臨海公園 - 陣ケ下渓谷公園 - 菊名桜山公園 - 馬場花木園 - 浅間台みはらし公園 - 小菅ケ谷北公園 - アメリカ山公園（横浜市立）
- 立石公園 - 荒崎公園 - 衣笠山公園 - 佐島公園（横須賀市立）

## 都市林
- 鎌倉広町緑地（鎌倉市）
- 神奈川県立はやま三ヶ岡山緑地（葉山町）

## 都市緑地
- 中瀬緑地 - 菅生緑地（川崎市立）
- 神奈川県立相模三川公園（海老名市）
- 田浦梅の里 - くりはま花の国（横須賀市）

## 港湾緑地
- 東扇島東公園（川崎市）
- 横浜港シンボルタワー - 山下臨港線プロムナード - 象の鼻パーク - 赤レンガパーク - 臨港パーク - 汽車道 - 日本丸メモリアルパーク（横浜市）
- 海辺つり公園 - うみかぜ公園（横須賀市）

## その他の緑地
- 泉の森（大和市）

## 海釣り公園
- 大黒海釣り公園（横浜市鶴見区）
- 海辺つり公園（横須賀市）
- 本牧海釣施設 （横浜市中区）
- 磯子海釣場（横浜市磯子区）
- 浮島つり園（川崎市川崎区）

## 墓園（特殊公園）
- 緑ヶ丘霊園 - 早野聖地公園（川崎市立）
- 横須賀市営公園墓地（横須賀市立）

## 動植物公園（特殊公園）
- 横浜市こども植物園（横浜市立）
- 横浜市こども植物園（横浜市南区）
- よこはま動物園ズーラシア
- 馬堀自然教育園（横須賀市立）
- 横須賀しょうぶ園
- 神奈川県立花と緑のふれあいセンター 花菜ガーデン
- 神奈川県立フラワーセンター大船植物園
- 夢見ヶ崎動物公園
- 野毛山動物園
- 横浜市立金沢動物園
- 小田原動物園
- 箱根町立箱根湿生花園（足柄下郡箱根町）
- 辻村植物公園（小田原市）

## 歴史公園（特殊公園）
- 大塚・歳勝土遺跡公園 - 茅ヶ崎城址公園 - 長浜野口記念公園 - 根岸なつかし公園 - みその公園 - 馬場赤門公園（横浜市立）
- 三笠公園 - ペリー公園 - 猿島公園（横須賀市立）
- 鎌倉海浜公園稲村ガ崎地区（鎌倉市）
- 旧華頂宮邸庭園（鎌倉市）
- 小田原城址公園（小田原市）
- 石垣山一夜城歴史公園（小田原市）
- 西海子公園（小田原市）
- 小田原市郷土文化館松永記念館の庭園（小田原市）
- 秦野市立桜土手古墳公園（秦野市）
- 湯河原万葉公園（湯河原町）
- 大庭城址公園（藤沢市）
- 史跡勝坂遺跡公園（相模原市南区）
- 河村城址歴史公園（足柄上郡山北町）

## 近隣公園
- 神奈川県立湘南汐見台公園（茅ヶ崎市）
- 神奈川県立葉山公園（葉山町）
- 浮島町公園（川崎市立）
- 元町公園 - 山手イタリア山庭園 - 山手公園 - 高島中央公園 - 綱島公園 - グランモール公園 - 高島水際線公園 - 日吉公園 - 反町公園 - 川和富士公園（横浜市）
- はまゆう公園（横須賀市）
- 桜ヶ丘公園 (平塚市)（平塚市）
- 海老名中央公園（海老名市）
- 一之宮公園（寒川町）

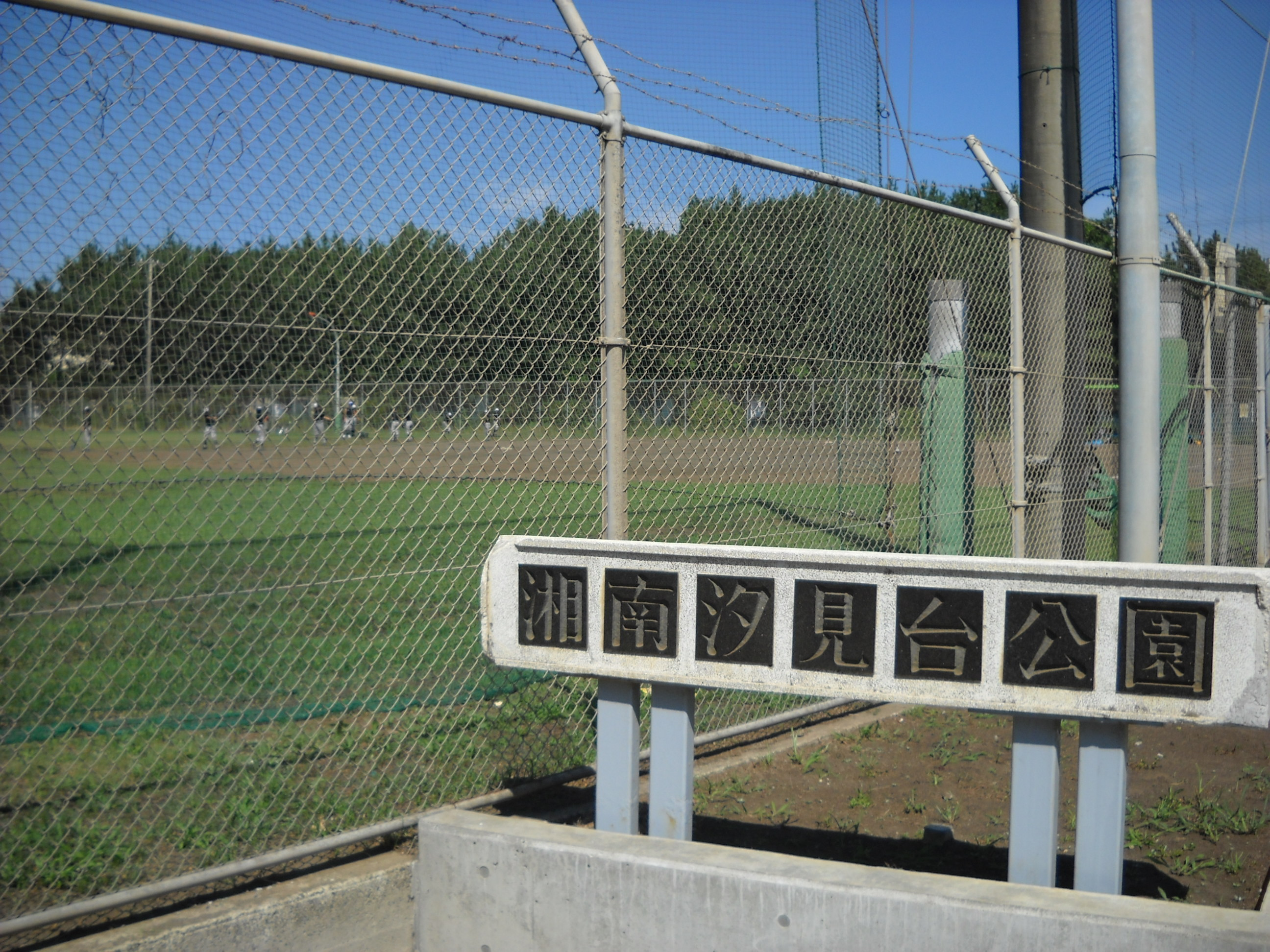
湘南汐見台公園
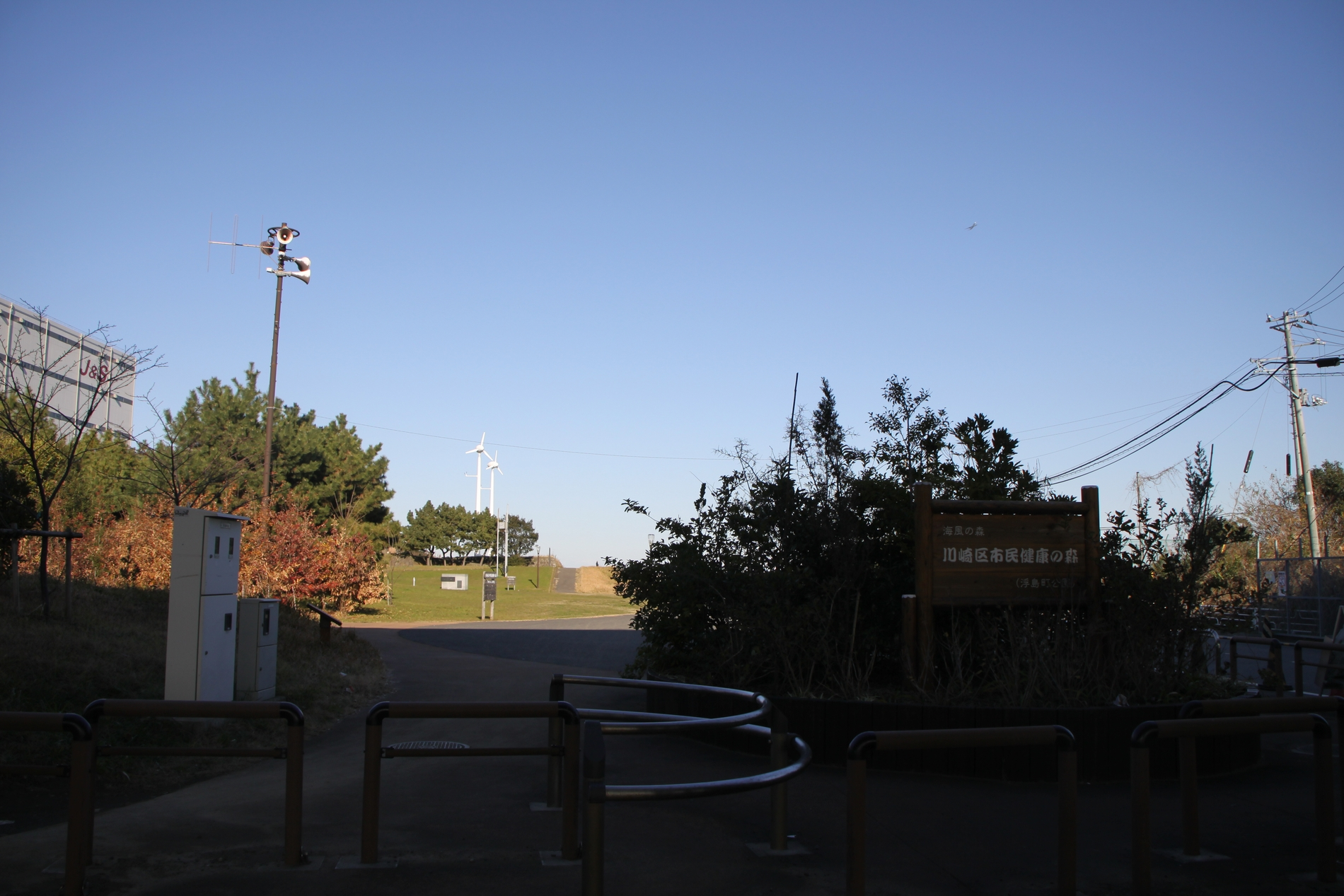
浮島町公園

## 地区公園
- 大師公園 - 中原平和公園（川崎市）
- 大倉山公園 (横浜市) - 大通り公園 - 貨物線の森緑道 - 本郷ふじやま公園 - 港の見える丘公園 - 山下町公園 - 横浜自然観察の森（横浜市）
- ヴェルニー公園 - 太田和つつじの丘（横須賀市）
- 桜ヶ丘公園 (平塚市)（平塚市）
- 高麗山公園（平塚市・大磯町）
- 源氏山公園 - 鎌倉中央公園 - 鎌倉海浜公園 - 笛田公園 - 夫婦池公園 - 田辺公園 - 材木座たぶのき公園（鎌倉市）
- 茅ヶ崎中央公園（茅ヶ崎市）
- 相模原麻溝公園 - 道保川公園 - 淵野辺公園（相模原市）
- 海老名中央公園 - 相模原公園 - 中野多目的広場（海老名市）
- 長久保公園 - 江の島サムエル・コッキング苑 - 翠ヶ丘公園 - 辻堂海浜公園 - 裏門公園 - 長久俣公園 - 新林公園 - 村岡城址公園 - 外原公園（藤沢市）
- 葉山しおさい公園 - 花の木公園（葉山町）
- 披露山公園 - 大崎公園 - 久木大池公園 - ハイランド朝陽丘公園 - 風の丘公園 - ハイランドつつじケ丘公園 - ハイランド西ケ丘公園（逗子市）
- 厚木中央公園 - 若宮公園 - 鹿沼公園 - ぼうさいの丘公園 - つつじ台公園（厚木市）
- 強羅公園（箱根町）
- 万葉公園（湯河原町）
- 吾妻山公園（二宮町）
- さむかわ中央公園（寒川町）
- 光稜公園（綾瀬市）
- 山北鉄道公園（山北町）

## 防災公園
- 岩瀬下関防災公園（鎌倉市）